# Amphoe Mueang Pan

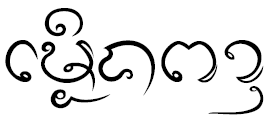
„Mueang Pan“ in Lanna-Schrift

Amphoe Mueang Pan (Thai อำเภอ เมืองปาน, Aussprache: ʔāmpʰɤ̄ː mɯ̄aŋ pāːn) ist ein Landkreis (Amphoe – Verwaltungs-Distrikt) im östlichen Teil der Provinz Lampang. Die Provinz Lampang liegt in der Nordregion von Thailand.

## Geographie
Benachbarte Landkreise (von Nordosten im Uhrzeigersinn): die Amphoe Wang Nuea, Chae Hom und Mueang Lampang der Provinz Lampang, Mae On und Doi Saket der Provinz Chiang Mai, sowie Wiang Pa Pao der Provinz Chiang Rai.
Ein Teil des Nationalpark Chae Son liegt im Landkreis, der andere Teil des Parks liegt im Amphoe Chae Hom. Der Park wurde am 28. Juli 1988 als 58. Nationalpark von Thailand eröffnet. Zahlreiche Wasserfälle und heiße Quellen zogen bisher über 100.000 Besucher an.

## Geschichte
Mueang Pan wurde am 15. Juli 1981 als „Zweigkreis“ (King Amphoe) eingerichtet, bestehend aus den vier Tambon Mueang Pan, Chae Son, Ban Kho und Thung Kwao, die vom Kreis Chae Hom abgespalten wurden. Am 9. Mai 1992 erhielt Mueang Pan den vollen Amphoe-Status.

## Verwaltung

### Provinzverwaltung
Der Landkreis Mueang Pan ist in fünf Tambon („Unterbezirke“ oder „Gemeinden“) eingeteilt, die sich weiter in 56 Muban („Dörfer“) unterteilen.
| Nr. | Name       | Thai    | Muban | Einw. |
| --- | ---------- | ------- | ----- | ----- |
| 01. | Mueang Pan | เมืองปาน | 09    | 5.412 |
| 02. | Ban Kho    | บ้านขอ   | 13    | 7.888 |
| 03. | Thung Kwao | ทุ่งกว๋าว  | 14    | 8.961 |
| 04. | Chae Son   | แจ้ซ้อน   | 12    | 7.362 |
| 05. | Hua Mueang | หัวเมือง  | 08    | 4.074 |

### Lokalverwaltung
Es gibt eine Kommune mit „Kleinstadt“-Status (Thesaban Tambon) im Landkreis:
- Mueang Pan (Thai: เทศบาลตำบลเมืองปาน) bestehend aus dem kompletten Tambon Mueang Pan.

Außerdem gibt es vier „Tambon-Verwaltungsorganisationen“ (องค์การบริหารส่วนตำบล – Tambon Administrative Organizations, TAO)
- Ban Kho (Thai: องค์การบริหารส่วนตำบลบ้านขอ) bestehend aus dem kompletten Tambon Ban Kho.
- Thung Kwao (Thai: องค์การบริหารส่วนตำบลทุ่งกว๋าว) bestehend aus dem kompletten Tambon Thung Kwao.
- Chae Son (Thai: องค์การบริหารส่วนตำบลแจ้ซ้อน) bestehend aus dem kompletten Tambon Chae Son.
- Hua Mueang (Thai: องค์การบริหารส่วนตำบลหัวเมือง) bestehend aus dem kompletten Tambon Hua Mueang.